# Томилина, Екатерина Егоровна
Екатерина Егоровна Томилина (1923—1992) — советский государственный деятель, председатель Коми-Пермяцкого окружного исполкома (1964—1969).

## Биография
Родилась 2 декабря 1923 года в с. Коса Чердынского уезда Пермской губернии. В 1941 г. окончила Косинскую среднюю школу и была направлена на работу в Пуксибскую семилетнюю школу того же района учителем истории и географии. Через год стала директором.
В 1944 г. направлена на курсы партийных работников, после их окончания работала пропагандистом Косинского райкома ВКП(б), с 1945 г.— инструктором отдела пропаганды и агитации Коми-Пермяцкого окружкома партии.
В 1946—1949 гг. прошла обучение в Кудымкарском учительском институте, после чего работала инструктором, заместителем заведующего отделом пропаганды и агитации окружкома партии. В 1950 г. избрана секретарем окружкома. В 1952 г. окончила заочно Молотовский педагогический институт.
С января 1963 г. зам. председателя, с августа 1964 по декабрь 1969 г.— председатель Коми-Пермяцкого окрисполкома.
Затем до выхода на пенсию в 1978 году — директор Кудымкарского педучилища.
Награждена орденами Трудового Красного Знамени (1960), «Знак Почёта» (1966), медалями.